# Sotira Kaminoudhia
Sotira Kaminoudhia je novodobý název osídlení z rané doby bronzové na Kypru. Archeologické naleziště se nachází asi 200 metrů od obce Sotira (obec nesmí být zaměňována s stejnojmennou vesnicí na východě ostrova), 5 km od jižního pobřeží Kypru a 15 km na západ od města Limassol . Vykopávky se uskutečnili v letech 1981, 1983, 1986, a znovu od roku 2004. Výsledky prvních výzkumů výzkumů jsou publikovány z velké části ve vědecké monografii. Z novějších vykopávek existují pouze předběžné zprávy. Dle datování C-14 bylo místo osídleno přibližně letech 2600 až 1950 před naším letopočtem. Kultura z počátku doby bronzové je na Kypru též nazývána Philijská kultura. Z tohoto období existuje pouze několik málo vykopávek. Zejména obdélníkové půdorysy budov jsou novinkou, obytné budovy dřívější doby byly většinou kulaté. 
V blízkosti místa se nachází prameny, díky kterým několik tisíciletí, až do dnešní doby přitahovalo osadníky. Na třech místech byly odkryty pozůstatky architektury: areál A, areál B a areál C. U osady byl též odkryt malý hřbitov.
Dvě fáze osídlení (I, II) byli rozlišeny v areálu A. Zde se nachází několik pravoúhlých kamenných obdélníkových budov které jsou od sebe odděleny úzkými uličkami. Domy mají jeden, dva nebo tři pokoje. Některé z budov mají dvorek. Kromě místního vápence jsou domy také postaveny z hlíny. Pokoje měli ohniště, stejně jako jámu na odpadky a kamenné lavičky podél stěn.
Vně budov bylo nalezeno mnoho kamenných nástrojů, například polírované keramické nádoby, vřetena a přesleny, závaží tkalcovských stavů a měděné předměty, včetně šperků, nožů a jehel. V areálu C byla odkryta velká budova. V centru budovy je nádvoří s lavičkami u severní a východní zdi. Na dvůr se z budovy dalo dostat malou chodbou. V budovách bylo nalezeno mnoho keramiky. Místo mohlo být centrem společenského života. V areálu B byly odkryty čtyři stavby. Největší z nich má nádvoří s kamennou mísou uprostřed.
Studie nalezených kostí dokazuje, že obyvatelé se věnovali chovu dobytka. Byly nalezeny ovčí a kozí kosti, dále kosti z jelenů, vepřové kosti jsou méně časté.
Na hřbitově odkryté hroby jsou většinou malé, kulaté v zemi vyhloubené komory. Kosterní pozůstatky byly většinou špatně zachované, ale zdá se, že mrtví byly pochováni ve skrčené pozici na pravé straně těla. Ve hrobech byla nalezena keramika.